# مارغريت سميث (كاتبة)
مارغريت سميث (بالإنجليزية: Margaret Smith)‏ هي كاتِبة وشاعرة أمريكية، ولدت في 1958.